# Stephensia colomboi
Stephensia colomboi är en svampart som beskrevs av De Vito 2003. Stephensia colomboi ingår i släktet Stephensia och familjen Pyronemataceae.   Inga underarter finns listade i Catalogue of Life.